# Schloss Weinfelden

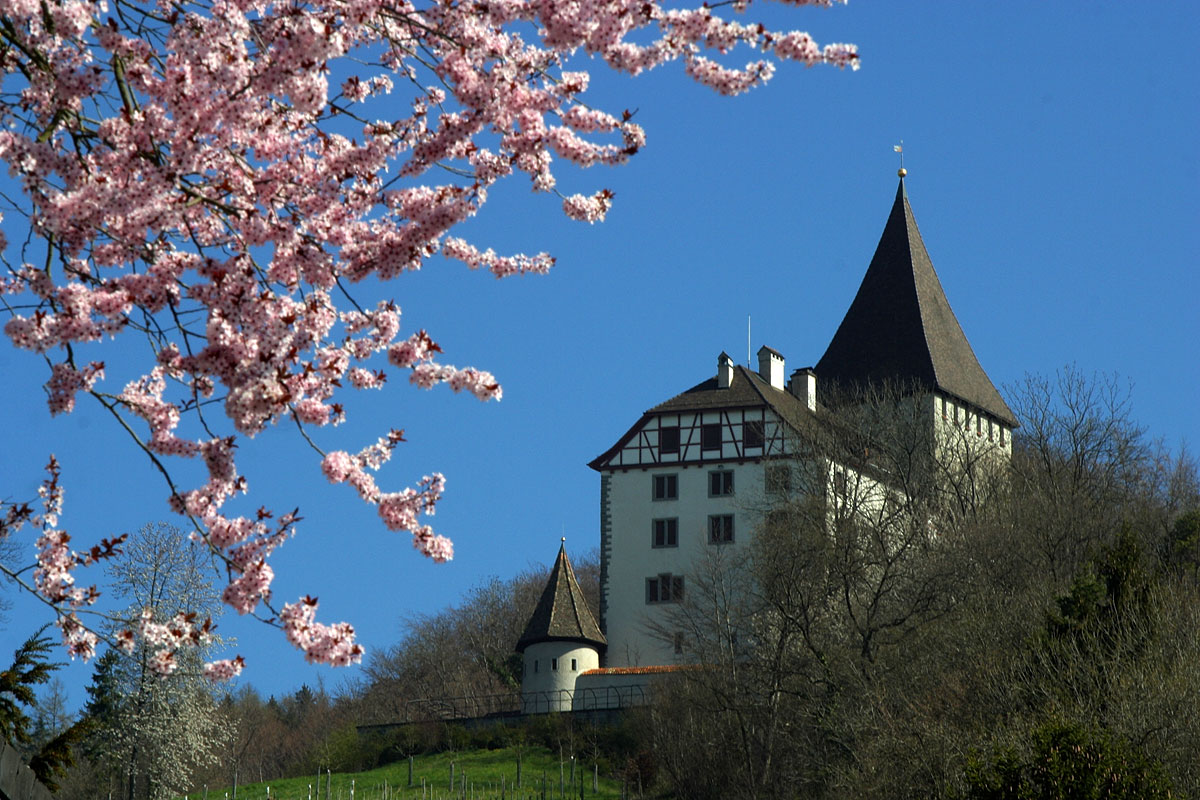
Schloss Weinfelden

Das Schloss Weinfelden steht am Südhang des Ottenbergs oberhalb der Stadt Weinfelden im Schweizer Kanton Thurgau.

## Geschichte
Wer die erste Burg Castrum Winvelde baute, ist nicht überliefert. 1180 übergab Hartmann von Kyburg ein Drittel der Burg an den Bischof von Konstanz, Berthold von Bussnang. Diese Drittelung machte es den Nachfolgern schwer, sich zu einigen. 1339 kam die Burg als Habsburger Lehen in den Besitz des Friedrich von Bussnang. Er wohnte jedoch nicht auf der Burg, sondern wie auch sein Sohn Albrecht auf der Burg Neuenburg. Die Burg Weinfelden bestimmte er zu einem Witwensitz seiner Gattin Kunigunde. Der Ausbau der Burg geht auf die Herren von Bussnang zurück.
Nach der Zerstörung der Stammburgen Bussnang und Neuenburg verkaufte der Nachkomme Hans von Bussnang die Burg mit der Herrschaft Weinfelden 1435 an Berthold Vogt von Konstanz. Dieser baute für Weinfelden eine Thurbrücke, führte ein eigenes Gericht ein und gab der Gemeinde einige Freiheiten. Er verarmte aber aufgrund der Kriegswirren der Zeit. Nach Handwechseln erwarb 1498 die Konstanzer Familie Muntprat das Schloss mit der Herrschaft Weinfelden. Sie gewährte der Gemeinde 1514 die Ernennung eines Gemeinderats und veranlasste 1541 eine grössere Renovation. 1542 vereinigte sie den gesamten Besitz, und 1551 verkaufte sie ihn an Hans Dietrich von Gemmingen. 1555 übernahm Jakob Fugger aus Augsburg die Herrschaft, 1572 Arbogast von Schellenberg. 1577 erwarben sie die Brüder Eberhard, Reinhard und Hans Walter aus einem evangelischen Zweig derer von Gemmingen und liessen sie durch den reformierten Obervogt Thomas Kesselring verwalten.
1614 kaufte die Stadt Zürich das Schloss und die Herrschaft Weinfelden, sie machte das Schloss wieder zum Vogtsitz. 1798 wurde das Untertanenverhältnis aufgehoben, und die Gemeinde Weinfelden erwarb die ausgedehnten Wälder am Ottenberg. Im 19. und im 20. Jahrhundert wechselte das Schloss mehrmals den Besitzer; dabei verlotterte es zusehends.

Schloss Weinfelden vor dem Wiederaufbau ab 1972

Als das Schloss 1972 einmal mehr zum Verkauf stand, trat der Münchner Bankier August von Finck senior (1898–1980) als einziger zahlungskräftiger Interessent auf. Er bekam am 1. Dezember 1972 vom Eidgenössischen Justiz- und Polizeidepartement die Bewilligung zum Kauf – obwohl es landesweit Kritik gab, weil die Lex von Moos den Verkauf von Liegenschaften an Ausländer verbot. Von Finck liess in enger Zusammenarbeit mit der thurgauischen Denkmalpflege das Schloss im Zustand um 1700 neu aufbauen. Der Turm erhielt wieder einen Spitzhelm, und das Hauptgebäude wurde bewohnbar gemacht. In einer neuerlichen Renovation 1997 wurde das Innere umgestaltet.
Von Finck zahlte 1972 für Schloss, Land und Wald 340'000 Franken. Im Nachlass von 1980 galt für die Liegenschaft ein Wert von 4'747'000 Franken, nach seinem Tod übernahm sie der gleichnamige Sohn August von Finck junior. Seit dessen Tod 2021 gehört sie der Erbengemeinschaft.